# Madeleine Riffaud
Pour les articles homonymes, voir Riffaud.
Madeleine Riffaud, née le 23 août 1924 à Arvillers (Somme) et morte le 6 novembre 2024 à Paris, est une résistante, poétesse et journaliste française. Elle est également, avec Andrée Viollis, l'une des premières correspondantes de guerre françaises et l'une des premières militantes anticolonialistes.
Engagée dès l’âge de 18 ans dans un groupe de Francs-tireurs et partisans, elle est arrêtée après avoir abattu un soldat allemand et est torturée pendant plusieurs semaines sans parler. Elle échappe à la déportation et combat pour la Libération de Paris à la tête d'un détachement d'hommes. Ses recueils de poèmes sont publiés par Paul Éluard dès 1945. En reportage chez l'habitant pendant les grèves des mineurs de 1947 et 1948, elle y trouve les carnets du mineur Charles Debarge, résistant martyr de la grève des mineurs de mai 1941.
Tout en animant la frange la plus ouvriériste du Parti communiste français, en écrivant dans La Nouvelle Vie ouvrière, l'hebdomadaire de la Confédération générale du travail (CGT), elle part trois mois en reportage dès 1952 en Algérie française, avant de vivre un an en Indochine et de couvrir les guerres d'Algérie et du Viêt Nam. Elle échappe en 1962 à un attentat de l'OAS la visant mais en gardera des séquelles jusqu’à la fin de sa vie. Son livre-témoignage, Les linges de la nuit, écrit après avoir travaillé plusieurs mois incognito comme agent hospitalier dans plusieurs hôpitaux parisiens, se vend à plus d'un million d'exemplaires en 1974.

## Biographie

### Origine et enfance
Née en 1924, fille d'instituteurs, Marie Madeleine Armande Riffaud, plus souvent appelée par son deuxième prénom, grandit en Picardie, dans le Santerre, où elle est née. Son père a fait la guerre de 14-18 comme engagé volontaire, y a été gravement blessé à la jambe puis a participé à une mutinerie. Ses parents passent leurs vacances dans la région d'origine de la famille, dans la Haute-Vienne, juste à côté du village d'Oradour-sur-Glane, dans une autre famille d'instituteurs, dont les deux parents seront massacrés en 1944, parmi les 643 victimes du massacre d'Oradour-sur-Glane.

### Résistance pendant la Seconde Guerre mondiale
Quand la Résistance intérieure française commence, elle écoute avec attention parler de la grève patriotique de mineurs du Nord-Pas-de-Calais. Souffrant d'une primo-infection tuberculeuse,, elle est d'abord envoyée au sanatorium des étudiants à Saint-Hilaire-du-Touvet en 1941 en Isère. Sur la route, l'homme qui devait en principe la guider à destination, le fils de sa logeuse, profite de son isolement pour la violer quatre fois de suite pendant la nuit dans une chambre d'hôtel à Grenoble. À Saint-Hilaire-du-Touvet, elle découvre les auteurs surréalistes ainsi que les Élégies de Duino, du poète autrichien Rainer Maria Rilke, ce qui « marque la première étape de son action ».
Elle sympathise alors avec l'écrivain Claude Roy venu donner une conférence, qui publie quelques mois plus tard deux de ses poèmes dans la revue L'Écho des Étudiants et au total huit de ses poèmes en 1942 et 1943. Elle y découvre l'action de résistants. Le sanatorium héberge en effet une imprimerie clandestine, dont la seule clé est discrètement détenue par le directeur Daniel Douady, qui rédige de faux certificats médicaux pour que des Juifs puissent s’y cacher en tant que malades. Ses parents l'avaient orientée vers les frères Gagliardi, Roger et Marcel, qui séjournent dans ce sanatorium. Roger Gagliardi décède rapidement d'une tuberculose miliaire. Elle se lie d'amitié avec Marcel, étudiant en médecine, et lui demande de l'enrôler dans la RFI. Ils décident qu'elle suivra à partir de la rentrée 1942 une formation de sage-femme à la faculté de médecine de Paris. Elle se choisit pour la clandestinité le pseudonyme de « Rainer », « ce nom d'homme, de poète et d'Allemand », en hommage au poète Rainer Maria Rilke : « Je n'ai jamais détesté les Allemands. Seulement les nazis. »
Elle y est chargée de transmettre à un cheminot une clé de tire-fond servant à faire dérailler les trains. Après plusieurs missions, elle est acceptée dans le réseau et intègre le triangle de direction du Front national de lutte pour la libération et l'indépendance de la France des étudiants en médecine du Quartier latin, avec Jean Roujeau, interne à l'hôpital Laennec, à qui elle sauve la vie en se jetant sans armes sur un soldat allemand risquant de faire abattre ledit Jean lors d'une distribution de tracts devant la librairie Gibert du Quartier Latin. Son réseau lui demande, lors d'un rendez-vous aux arènes de Lutèce, de rompre avec Marcel Gagliardi, pour diminuer les risques d'aveux sous la torture.
Entrée dans les FTP en mars 1944, elle obéit au mot d'ordre d'intensifier les actions armées en vue du soulèvement parisien d'août 1944 : le 23 juillet 1944, elle abat en plein jour de deux balles dans la tête un officier de l'armée d'occupation sur le pont de Solférino,. Prenant la fuite à vélo, elle est rattrapée et renversée par la voiture du chef de la milice de Versailles. Ce dernier l'emmène au siège de la Gestapo, rue des Saussaies. Elle est torturée pendant trois semaines par les Allemands, puis par les Français de la Brigade spéciale no 2 de la préfecture de Police. Mais elle garde le silence et est condamnée à mort. Le 5 août 1944, quelques minutes avant d'être fusillée, elle est extraite du groupe car le propriétaire du pistolet qu'elle a utilisé, un policier qui s'était fait dérober son arme quelques semaines auparavant, l'a reconnue.
Internée à la prison de Fresnes, pour dix jours supplémentaires de torture, elle ne parle toujours pas. Elle voit défiler devant elle des femmes et des hommes auxquels les SS font subir les pires sévices : une jeune femme à laquelle les tortionnaires coupent les seins devant son mari qu’ils vont ensuite émasculer, un jeune homme tabassé à mort à coups de barre de fer. Promise à la déportation dans le « convoi des 57000 », elle y échappe, le 15 août 1944, sauvée par une femme qui la fait sauter du train. Elle est ensuite à nouveau arrêtée puis bénéficie finalement d'un échange de prisonniers pour être libérée le 19 août, sur intervention du consul de Suède Raoul Nordling. Elle reprend alors immédiatement son combat dans la Résistance où elle est affectée à la compagnie Saint-Just, sous les ordres du capitaine Fénestrelle, et prend le commandement d'un détachement puis reçoit le grade d'aspirant lieutenant.
Sa nouvelle mission a lieu lors des combats de la Libération de Paris, le 23 août 1944, Madeleine Riffaud fête alors ses 20 ans. Elle a ce jour-là seulement trois résistants sous ses ordres, alors qu'elle en commande trente habituellement. La mission du groupe est d'intercepter un train allemand arrivant aux Buttes-Chaumont via la gare de Ménilmontant, où les nazis ont fait des morts. À l'arrivée du train, les membres du groupe jettent depuis une passerelle des caisses d'explosifs et de feux d'artifice trouvés dans la mairie du XIXe arrondissement. Installés de part et d'autre de la voie, ils envoient l'ensemble d'un coup et lancent des fumigènes et des feux d'artifice dans le tunnel où le train se retranche. La garnison se rend. Madeleine Riffaud contribue ainsi à la capture de quatre-vingts soldats de la Wehrmacht et récupère les fusils et munitions destinés aux Allemands, puis participe aux combats de la place de la République. Pour cette action, elle reçoit de l'état-major des FFI son brevet de lieutenant.

### Libération, maternité et rencontre d'Andrée Viollis
Démobilisée le 31 août 1944 à la caserne de Reuilly à la fin des combats pour la Libération de Paris, elle échoue à intégrer l'armée car mineure et tuberculeuse. Sans formation ni emploi ni relations, elle souffre de pertes de mémoire causée par le mois de tortures qui n'a pris fin que quelques jours plus tôt. Apitoyé, l'hôtelier de sa planque la fait prendre en photo par un soldat américain de son âge, qu'elle guide dans Paris, le futur chanteur Sammy Davis, Jr.. La jeune femme est déprimée par le « syndrome du survivant », qui s'ajoute au souvenir des tortures physiques et morales, même si, « dans les pires cauchemars que l'on fait, on ne peut pas s'accuser soi-même d'avoir fait du mal », et s'aggravera avec les décès au passage du Rhin en mai 1945 de ses camarades de la compagnie Saint-Just qui ont poursuivi dans l'armée la lutte contre les nazis : seulement trois ont survécu. En août 1945, elle reçoit la croix de guerre 1939-1945 avec palme et une citation à l'ordre de l'armée signée du général de Gaulle pour ses combats de la place de la République, « à la tête de ses hommes » avec « pendant toute la lutte l'exemple d'un courage physique et d'une résistance morale remarquables ». Elle soignera ce stress plusieurs décennies plus tard lors de sessions de travail avec les psychanalystes Serge Lebovici et Jean Kestemberg, l'ex-médecin des Brigades internationales, qui la met en garde contre la thérapie qu'elle a suivie.
L'écrivain Claude Roy, rencontré à Saint-Hilaire-du-Touvet en 1941, écrit un portrait d'elle dans le numéro de septembre 1944  de l'hebdomadaire Action, « hebdomadaire de l’indépendance française », titre populaire spécialisé dans le dessin de presse. Elle le retrouve en défilant sur un tank lors du 11 novembre 1944 et il l'emmène dans un bar-tabac à l'angle de l'avenue de Wagram et de la rue Troyon, rendez-vous des écrivains qui ont participé à la Résistance par leurs textes. Parmi eux, Paul Éluard, s'intéresse à elle. Ex-ambassadeur du surréalisme et exclu du PCF fin 1933 avant d'y adhérer en 1942, il venait de publier dans le premier numéro de la revue Choix le poème Liberté, parachuté par les avions anglais à des milliers d'exemplaires au-dessus de la France.
« Tu ne vas pas toi, dis ? », lui demande Paul Éluard, touché par sa détresse physique et morale, en lui donnant sa carte de visite et l'ordre de venir le lendemain chez lui où, avec sa femme, ils décident une quasi-adoption et écrivent une lettre de recommandation pour travailler à Ce soir, le quotidien populaire communiste fondé par Louis Aragon en 1937, fleuron du groupe de presse communiste de l'Union française de l'information en 1946 avec un demi-million d'exemplaires vendus par jour. La lettre ne donne rien mais Éluard publie dès 1944 un de ses poèmes dans sa revue L’Éternelle Revue, fondée dans la Résistance.
En attendant son propre recueil Au rendez vous allemand, dédié à « mon amie Madeleine Riffaud, fraternellement », Paul Éluard l'emmène dans l'atelier de Pablo Picasso à Paris, pour un portrait-éclair qui doit orner le frontispice d'un prochain recueil des poèmes écrits sous la torture en août 1944 par Madeleine, Le Poing fermé, que Paul Éluard veut publier puis simplement préfacer, en donnant à l'auteure, « ardente et pure », le temps de choisir lesquels. Éluard la publie dans le numéro 2 de la revue L'Éternelle revue en février 1945 mais la publication du recueil est retardée car Rémy Castan, éditeur plutôt bien placé auprès des Allemands, propose de s'en charger, et Madeleine accepte sans savoir, indisposant Picasso, qui reprend le portrait puis lui rend le jour de ses 21 ans, le 23 août 1945. « C'est Paul Éluard qui m'a sauvé la vie », dira-t-elle. Elle est régulièrement invitée chez les Éluard, qui la recommandent aussi à l'écrivain Vercors , devenu un ami conservé ensuite pendant un demi-siècle. Le 14 novembre 1944, le ministre de l'Intérieur signe l'ordre de mission l'envoyant à Londres pour l'ONU, formée pendant la guerre. Mais elle refuse car tient à passer Noël 1944 avec Marcel Gagliardi, hospitalisé à Saint-Hilaire du Touvet pour une thoracoplastie, opération douloureuse visant à affaiblir une zone du poumon pour priver le bacille de Koch d'oxygène. Il lui demande de refaire sa vie, lui écrivant régulièrement, notamment le 2 février 1945 pour la féliciter d'aller se soigner car sa tuberculose l'a entre-temps obligée à des soins dans plusieurs établissements, puis à trois mois au chalet international de Combloux, en Haute-Savoie, réservé aux étudiants victimes de la guerre (déportés, prisonniers et résistants), où elle arrive le 18 février 1945. Elle y rencontre Pierre Daix, jeune déporté revenu du camp de concentration de Mauthausen. Ils se marient le 26 septembre 1945 à Vitry-sur-Seine (Val-de-Marne), quand Pierre Daix devient chef de cabinet du ministre de l'Armement Charles Tillon et apprend la maladie qui va emporter sa mère. En novembre 1945, elle lui présente Pablo Picasso. À la même époque elle écrit des textes illustrés évoquant la Résistance, dans le magazine pour jeunes Vaillant, ancêtre de Pif Gadget, car elle veut être journaliste, pour rester fidèle à « l'esprit de résistance ».
Tous deux fréquenteront plus tard le Comité national des écrivains, où les nouveaux poèmes sont notés mais largement soumis au pouvoir discrétionnaire de la compagne d'Aragon Elsa Triolet, pour la publication dans les Lettres françaises, retrouvée plus tard, à Ce soir, qui lui déconseillera d'aller à l'école de journalisme qui vient d'ouvrir rue du Louvre, lui disant de plutôt lire deux textes: Choses vues, de Victor Hugo et Le Nouveau Testament, tandis que Louis Aragon, fondateur du journal, lui suggèrera de s'en tenir aux poèmes.
Leur fille Fabienne nait dès juin 1946. La culpabilité de lui avoir transmis le bacille de Koch est aggravée par l'entourage, alors qu'elle lui rend visite chaque jour. Elle devra rester en chambre stérile pendant trois ans, avant d'être élevée par ses grands-parents paternels. Juste après la naissance a eu lieu la conférence de paix de Fontainebleau du 2 juillet 1946, couverte par Andrée Viollis, grand reporter de 76 ans à Ce soir en présence du leader indochinois Hô Chi Minh. Il a lu des poèmes de Madeleine Riffaud, à qui Andrée Viollis propose de le rencontrer et même de relire son article, avant de partir en reportage au début de 1947 en Afrique du Sud et à Madagascar pour Ce soir.
Quelques mois après, en novembre 1946, elle réagit par un poème anticolonialiste, publié dans l'organe de presse de la CGT, La Vie ouvrière, au bombardement d'Haiphong, qui déclenche la guerre d'Indochine, et fait la connaissance d'un témoin, le jeune marin Henri Martin, revenu en France, à qui plus tard elle consacrera de nombreux articles lors de son procès en 1951. Son poème pleure de voir le village de Luong Kiet devenir sous les bombes un Oradour-sur-Glane et elle esquisse un peu plus tard un « dessin pour Duong Bach Mai », député vietnamien arrêté le 20 mars 1947 et assigné à résidence à Djibouti.
Le couple Riffaud-Daix, « très vite désuni » , se déchire au cours de cet hiver 1946-1947, en répliquant les conflits internes au PCF sur la contradiction entre guerre d'Indochine et participation au gouvernement, notamment le 21 février, quand Maurice Thorez reçoit l'amiral d’Argenlieu et l'appuie alors que dès le 19 mars une déclaration hostile au vote des crédits militaires est votée par le comité central du PCF. Pierre Daix tente de défendre les « compromis boiteux » imposés par Maurice Thorez et Jacques Duclos mais sans convaincre. Ils se séparent dans les mois qui suivent. Pierre Daix débute au même moment une ascension fulgurante et rencontre à son tour Louis Aragon. Embauché en décembre 1946 au journal France d'abord, il est promu dès avril 1947 rédacteur en chef de L'Avant-garde, le journal de l'organisation de jeunesse du PCF, puis parachuté à la direction des Éditions sociales après le XIe congrès du PCF de juin 1947. Il se remariera avec Josette Burnat, le 15 avril 1952 à la mairie du XVIIe arrondissement de Paris. De son côté, Madeleine Riffaud milite dès le début de 1948 contre l'emprisonnement de Trân Ngoc Danh, membre de la délégation vietnamienne jusqu'à sa dissolution en 1949 et par ailleurs député. Il est reçu régulièrement au domicile parisien investi par le couple depuis juillet 1946, au 118 rue Truffaut mais que Daix a quitté dès 1947. En 1948, elle écrit dans un poème que « les arbres d'Indochine ont eu d'étranges fruits, / liés par les cheveux – le soleil les pourrit ».
Dès 1946, alors qu'elle apporte un poème aux Lettres françaises, Aragon lui demande d'héberger pendant plusieurs jours un lycéen algérien encore inconnu, le futur écrivain et journaliste au quotidien Alger républicain entre 1949 et 1951, Kateb Yacine : en classe de troisième, il avait perdu quatorze membres de sa famille dans le massacre qui a suivi les manifestations du 8 mai 1945 dont il témoigne dans des revues. Réfugié à Paris, il y prononcera dès mai 1947, à la Salle des Sociétés savantes, une conférence sur l'émir Abdelkader avant d'adhérer au Parti communiste algérien et de publier en janvier 1948 Nedjma ou le Poème ou le Couteau dans la revue Le Mercure de France.

### Journalisme

#### Les grèves de 1947-1948 pour le quotidienCe Soir
Elle travaille à partir de 1946 ou 1947 pour couvrir, sans signature, les faits divers, puis les grèves, comme stagiaire à Ce soir, grâce à la recommandation de Paul Éluard, rencontré le 11 novembre 1944 dans le café où se réunissaient les écrivains engagés dans la résistance. Ses reportages ne seront jamais signés de son nom à l'exception des deux derniers, notamment celui publié en novembre 1949 en première page, juste avant que Gaston Monmousseau ne la recrute à l'hebdomadaire La Vie ouvrière.
En couvrant les grèves de 1947 et la grève des mineurs de 1948, elle offre de garder les enfants des mineurs et leurs femmes, chez qui elle est hébergée, pour qu'ils puissent aller aux réunions. Elle se déclare fermement ouvriériste, penchant déjà dénoncé par son ex-époux Pierre Daix, qui la trouve « gauchiste », et dont elle s'est séparée dès 1947.
Paul Éluard lui écrit le 11 février 1948 peu après la parution de ses nouvelles dans Bâtisseurs d'avenir de janvier-février 1948, la revue des Vaillants. Dès novembre 1947, ils ont préparé un an à l'avance des poèmes pour le 70e anniversaire de Staline, le 18 décembre 1948.
Une pleurésie l'oblige à se soigner début 1948 à la Maison des métallos de Tullins, dans l'Isère. Pendant la grève des mineurs de 1948, elle dort aussi chez l'habitant, à même le sol et consacre aux mineurs victimes de la répression et de l'emprisonnement le poème qu'elle préfère, "La lettre de Béthune",,, et "Le courage d'aimer". "En 1948, comme en 1941 dans les corons, au cœur de la guerre, rien n'a changé", y souligne-t-elle.
Une source lui donne par hasard les "carnets de Charles Debarge", mais elle ne parviendra à les publier qu'en mai 1951, via une préface de Charles Tillon et à condition d'enlever des passages et d'en annoter d'autres,. Selon l'historien Stéphane Courtois, la raison est que Louis Aragon poursuit au cours des mêmes années la publication" de sa grande saga Les Communistes, après s'être promis dès son essai confidentiel "De l'exactitude historique en poésie" de juillet 1945,, d'offrir un rôle important au même Charles Debarge : après les tomes III et IV de mars et octobre 1950 de cette saga Les Communistes, les deux derniers sont finalement publiés en avril 1951, s'arrêtant, contre toute attente, en 1940, soit avant la la grève de mai 1941. Au même moment, un autre livre consacré à la Résistance, "Pages de gloire des 23" a déclenché la colère de Moscou, selon l'historien Stéphane Courtois.
En 2001, les mémoires de Raymonde Debarge, épouse de Charles, permettront une comparaison entre le texte authentique de Charles Debarge, déposé au Musée de la Résistance, et le travail, probablement collectif, de réécriture de 1951, via un « commentaire systématique de chaque passage » avec entre autres l'éclairage d'événements antérieurs, comme l'attaque de septembre 1940, quand une « flamme éclatante, véritable aurore boréale, éclaire le pays minier du haut du plateau de Vimy », l'œuvre de Julien Hapiot et Georges Capel, « supérieur direct de Charles Debarge ». Auguste Lecœur attribuera au contraire, dans ses mémoires publiés en 1963, le coup d'éclat à des résistants polonais, commandés par un mineur de la fosse 4 de Lens, du nom de Zimzag, reprochant à Madeleine Riffaud d'avoir romancé un carnet de Debarge qui ne parle que d'actions armées postérieures à la grève de mai 1941,.
Madeleine Riffaud continue à fréquenter Andrée Viollis au Comité national des écrivains, lui dédiant un avant son décès son recueil de 1949, "Le courage d'aimer", notamment quand un débat sur les « atrocités françaises » en Indochine agite l'opinion lors de la réédition par le PCF de son livre "Indochine SOS", décrivant Hô Chi Minh comme l’incarnation de l’esprit de la Résistance, sur fond de décolonisation (Inde en 1947, Birmanie en 1948).
Son dernier reportage pour Ce soir, juste avant que son ex-mari Pierre Daix en prenne la direction, est le premier signé de son nom, avec des révélations sur la mort le 28 octobre 1949 de Marcel Cerdan, dans un accident aérien en visitant la mère d'une autre personne présente dans l'avion du célèbre boxeur français.

#### L'Indochine et l'Algérie pour l'hebdomadaireLa Vie ouvrière
En 1949, Ce Soir tire à un demi-million d'exemplaires, non loin des 630 000 exemplaires de son concurrent France-Soir, qui prend progressivement le contrôle de L'Intransigeant et de Paris-Presse, en vue de fusionner avec eux et de leur prélever un demi-million de lecteurs pour atteindre le million d'exemplaires dès 1953, année de fermeture de Ce Soir après trois années d'effondrement des ventes en raison d'une ligne très politisée qui a fait fuir son lectorat populaire. Madeleine Riffaud quitte le journal à la fin 1949 pour passer à La Vie ouvrière, hebdomadaire de la CGT tiré à un demi-million d'exemplaires et animé par le leader historique Gaston Monmousseau, où elle avait publié son premier poème anticolonialiste dès novembre 1946 et où elle écrira jusqu'en 1958.
Au cours du même hiver 1949-1950, elle noue une liaison avec l'ex-résistant Roger Pannequin, rencontré au restaurant de L'Humanité grâce à l'ex-résistant et dessinateur Jean-Pierre Chabrol, qui prépare un roman se déroulant en Indochine. Cette liaison, rapportée à Auguste Lecœur par un collègue de Pannequin, lui inspire le poème Toutes les lumières de Paris et son deuxième recueil, Vienne le Temps des Pigeons Blancs, publié en 1951. Le couple est fréquemment reçu chez le musicien communiste Joseph Kosma, dont Les Feuilles mortes deviennent une des musiques les plus interprétées au monde et qui offrira son premier disque d'or à Yves Montand en 1954, et qui critique en interne le jdanovisme du PCF, via des allusions au compositeur russe Dmitri Chostakovitch, lui-même victime de persécutions depuis 1948.
Roger Pannequin, jusque-là hébergé dans le même hôtel que les leaders du Rassemblement démocratique africain, revient d'une convalescence sur la Côte d'Azur et dirige le secteur de la Main-d'œuvre immigrée au sein de la section d'organisation du PCF. Avec elle, malgré ses fréquents départs en reportage, il fréquente théâtres et concerts et constate qu'elle « idéalise » de plus en plus la classe ouvrière, sous l'influence du numéro un de la CGT Gaston Monmousseau, qui lui demande d'abandonner son studio du 16ème arrondissement de Paris pour se rapprocher du siège du journal.
Elle se rapproche du Mouvement pour le triomphe des libertés démocratiques (MTLD) de Messali Hadj, plébiscitée qu'elle est par ses militants dans les réunions à Saint-Denis et près de la place de la République, s'intéresse à la condition des travailleurs algériens en France puis se lance dans une grande enquête sur le sujet. Le 1er mai 1951, le MTLD défile pour la deuxième fois à Paris sous forme de rangs autonomes. Sur les banderoles un mot d'ordre : « L'Algérie aux Algériens ». Madeleine Riffaud, qui « commence alors à avoir une grande réputation », signe un reportage titré « Un 1er Mai historique », la partie « algérienne » des défilés devenant rapidement très forte, jusqu'à atteindre le tiers du défilé du 1er mai 1953. Ce sera le dernier autorisé à Paris, avant treize ans d'interdictions, la manifestation du 14 juillet 1953 à Paris s'achèvant par des tirs de la police sur le cortège du MTLD algérien, occasionnant sept morts et environ 50 blessés graves, prélude au massacre du 17 octobre 1961.
Au moment de sa liaison avec Roger Pannequin, ce dernier et deux autres ex-résistants célèbres du Nord-Pas-de-Calais, Joseph Legrand et René Camphin, reçoivent le 6 avril 1951 un blâme interne du PCF pour avoir été négligents dans l'affaire Pronnier. Ils ont pourtant prouvé leur innocence, qu'il s'agissait d'une machination, puis affiché les meilleurs résultats départementaux du PCF peu après, lors des législatives de 1951.
Du 5 au 19 août 1951, elle part à Berlin couvrir le troisième Festival mondial de la jeunesse et des étudiants, fondé en 1947 par Joseph Staline et Winston Churchill mais depuis contrôlé par les pays communistes, avec 26 000 participants venus de 104 pays ,.
Dominique Desanti, sa consœur de L'Humanité, l'informe que le poète vietnamien Nguyễn Đình Thi (en), présenté comme « un Gérard Philipe vietnamien », secrétaire général du comité culturel pour le salut national, qui a connu la torture et les cachots japonais en 1942 et 1944, a lu ses poèmes et espère la rencontrer. Il lui récite par cœur un de ses poèmes et tente de la revoir le lendemain. Tous deux décideront d'effectuer des « traductions destinées à prouver au public français l'existence d’une littérature qui attestait de la profonde culture du peuple vietnamien » mais aussi d'écrire à quatre mains Les Baguettes de jade, « voyage à travers les valeurs culturelles de l'Orient et de l'Occident », qui raconte la guerre d'Indochine vue depuis Berlin, et évoque les « Oradour de bambous », portrait d'un village martyr des exactions de l'armée française en Indochine, en évoquant les noms de Jean Moulin et Guy Môquet. De nombreuses allusions à la résistance intérieure française sous-tendront aussi plus tard ses récits des expéditions militaires françaises de la guerre d'Algérie. Ces comparaisons font écho, mais dans une autre direction, à celles de Margarete Buber-Neumann, entre les répressions nazies et staliniennes, temps fort du procès Kravchenko de 1949 contre Les Lettres françaises, où Pierre Daix accusait d'affabulation l'écrivaine allemande, qui avait perdu son mari dans les grandes purges staliniennes et publié en suédois Prisonnière de Staline et Hitler, 1938-1945 dès 1948. À Berlin, Madeleine lit une lettre d'un soldat français sur la façon dont on peut raser un village vietnamien et retrouve le souvenir des tortures imposées à Jean-Pierre Mulotte devant elle en août 1944, reconnaissant que « il n'y a pas longtemps (qu'elle peut) raconter cette scène ».
Au cours des trois années qui suivent leur rencontre, Madeleine et Nguyễn Đình Thi n'ont cependant quasiment aucun contact, même si, en 1952, il lui apprend dans une lettre que sa femme est décédée de la tuberculose et des privations causées par la vie en clandestinité après la mise à sac de son village, laissant deux orphelins de mère.
Au printemps 1952, elle est envoyée par La Vie ouvrière en reportage en Algérie pour trois mois, dans le sillage de ses enquêtes en France sur les travailleurs algériens en 1951. Ses reportages, montrant le fossé entre le discours républicain enseigné à l'école et les « inégalités insoutenables », sont publiés dans le quotidien communiste Alger républicain, où elle intègre la rédaction temporairement pour y vivre un « rêve de fraternité ». Ils font suite au travail mené depuis janvier par les peintres Mireille Miailhe et Boris Taslitzky, invités pendant deux mois par le Parti communiste algérien pour réaliser un reportage en peinture sur les conditions de vie de la population, via un périple semi-clandestin d’Alger à Oran, Beni-Saf, Ain-Témouchant, Sidi-bel-Abbès, Tlemcen, Constantine, Biskra et Djema Setif. Présents au procès des 56 de Blida, les deux peintres préparent une exposition-reportage de 60 dessins et quelque 40 peintures, « Algérie 52 », à la Galerie André Weil, qui dépeint le petit peuple d’Algérie, dans l'esprit de celle sur le petit peuple des mines du Nord. Elle fit aussi scandale car dénonçant la misère et témoignant des tensions politiques et sociales, deux ans seulement avant l’insurrection algérienne. La préfecture de police fait arracher toutes les affiches de l’exposition, qui fit ensuite le tour de l'Europe de l'Est. Accompagnant le livre Deux peintres et un poète de retour d'Algérie, le magazine Regards publie un numéro spécial sur l'Algérie en juin 1952, avec ses reportages et un éditorial anticolonialiste au vitriol, dénonçant dans la conquête de l’Algérie « une des plus cyniques entreprises de rapine » du XIXe siècle.
Son second voyage en Algérie a lieu en septembre 1954 pour trois semaines pour couvrir le séisme d'Orléansville du 9 septembre 1954, qui provoqua 1250 morts et 3 000 blessés, où elle constate plus de secours aux habitants d'Orléansville que pour ceux des villages arabes alentour et dort chez l'habitant. Son témoignage alimente La Folie du jasmin : poèmes dans la Nuit coloniale, recueil de poèmes écrits de 1947 à 1973. En France, La vie ouvrière a lancé en arabe et en français un appel « à la solidarité avec nos camarades algériens ». Elle décrit les chaînes de solidarité, passant par les dockers de Marseille et Oran, pour apporter des dons du peuple français aux familles arabes touchées par le drame, en stimulant la sororité des Françaises avec Malika, qui reçoit d'elles une robe rose et tombe de sommeil sur son oranger comme une dactylo peut le faire sur sa machine à écrire.
Entre-temps, elle est partie en Indochine retrouver Nguyễn Đình Thi. Leur liaison n'a plus rien de platonique et Hô Chi Minh leur demande de vivre ensemble, avec les deux orphelins et leur grand-mère, dans une maison qui leur est allouée, tandis que la presse locale salue leur couple. Nguyen Dinh Thi occupe alors de hautes fonctions dans la politique culturelle du nouvel État tandis que Madeleine Riffaud devient correspondante permanente de La Vie ouvrière, cependant autorisée à partir aussi 3 semaines en reportage en Algérie. Début 1955, moins d'un an après les accords de Genève, elle alerte sur le fait que la violation de ces accords se dessine déjà.
La Chine renforce son influence locale et en 1955 Hô Chi Minh prévoit d'organiser des élections et d'interdire les couples mixtes, après avoir demandé à Madeleine Riffaud de rentrer en France pour couvrir la guerre d'Algérie. qui vient de commencer, ce qu'elle refuse. « Ta place est en France, pour y éclairer ton peuple, pour y participer aux luttes », lui dit-il. Puis Hô Chi Minh estime que Nguyễn Đình Thi est trop influencé par la culture musicale occidentale via son épouse sans pour autant la faire plier, jusqu'à ce que le communiste Gaston Monmousseau, directeur de La Vie ouvrière tranche le débat en demandant son rappel en France, qu'elle effectue seule. « Ils ont cassé nos vies », dira-t-elle.
Affaiblie par la séparation sentimentale et son retour en France fin 1955, elle est de nouveau victime de la tuberculose et doit être soignée en 1956 dans le sanatorium du PCF à Vence, dans les Alpes-Maritimes, installé à Ad Astra, ex-villa de l'astronome Camille Flammarion. En novembre 1956, elle écrit qu'elle est« en train de tomber en poussière » et a « fondu de 9 kilos ». Son voisin , Pablo Picasso lui prête une voiture, la reçoit toutes les semaines et dessine un portrait d'elle qui sera vendu un demi-million de francs et lui fait rencontrer André Stil, rédacteur en chef de L'Humanité, qui plus tard lui proposera de l'embaucher. Entretemps, Redevenue grand reporter à La Vie ouvrière, dans un article intitulé : « Le peuple algérien à l'aide de la Commune de Paris » elle rappelle qu'en 1871 au moment où « les communards partaient à l'assaut du ciel (…) une épouvantable répression s'abattit sur les Kabyles sitôt la Commune noyée dans le sang ».

#### Après 1959, la guerre d'Algérie pour le quotidienL'Humanité
C'est dans les colonnes de L'Humanité qu'elle couvre ensuite la guerre d'Algérie, d'abord de Paris. Même si selon Aragon, « le journalisme tue le poète », elle intègre le 29 août 1958 L'Humanité, qui est à « la recherche d'un correspondant de guerre est urgente » comme l'en a informé en 1957 André Stil après la démission de Dominique Desanti. Il l'embauche plusieurs mois après, en promettant qu'il ne modifiera pas ses articles comme le faisait Gaston Monmousseau. Mais dans un premier temps, elle travaille à Paris, où lors de la présentation de la Constitution par de Gaulle place de la République le 4 septembre 1958, le PCF organise une contre-manifestation. Son article révèle que deux ouvriers ont été blessés par balles et elle retrouve des témoins,,. Puis elle couvre comme envoyée spéciale dès 1959 l'ordre de grève générale à Saïgon, au cours de laquelle 931 ouvriers au chômage s'immolent par le feu.

##### Censures et massacre du 17 octobre 1961
A Paris, le « le grand sujet central de ses chroniques est la torture » des opposants algériens. Dès fin août début septembre 1959, elle révèle qu'ont lieu à Paris de grandes rafles, auxquelles s'ajoutent des disparitions ciblées. Elle reste tard dans la nuit à l'imprimerie du quotidien pour ajouter dans la dernière édition des informations sur les disparitions de militants, ce qui bien souvent débouche sur leur libération dès le lendemain, quand elle retrouve tous les midis un groupe d'avocats du FLN au 42 rue Saint-Louis en l'île, future adresse du glacier Berthillon. Parmi eux, Mourad Oussedik, ténor du barreau et cofondateur avec Jacques Vergès du "collectif des avocats du FLN" , à l’origine du « scandale de La Gangrène », réunissant cinq plaintes d’étudiants et deux témoignages dénonçant la torture, dans une vague de dénonciations de la répression. Le 7 mars 1961, son article dans L'Humanité sur une page entière, révèle les tortures pratiquées à Paris même, dans le Commissariat de la Goutte-d'Or dans le XVIIIe arrondissement, accompagnée de quatre photos éloquentes de corps marqués par des tortures, est censuré par le préfet de police Maurice Papon qui de plus porte plainte contre elle pour diffamation. La page est ainsi publiée presque entièrement blanche.
« De nombreux témoignages, transmis à la presse par plusieurs avocats, des lettres d'Algériens jugés innocents et relâchés sans inculpation, la visite spontanée de plusieurs d'entre eux, confirment que nous avions eu raison d'alerter l'opinion sur ce qui est en train de devenir le «scandale des caves qui chantent», écrit-elle, en dénonçant la Force de police auxiliaire (FPA), appelée les « Harkis de Paris ». Formée de supplétifs musulmans et créée le 1ᵉʳ décembre 1959 pour intimider le FLN, la FPA est considérée comme un « État dans l’État » car ses méthodes de terreur génèrent des plaintes pour séquestrations arbitraires, tortures et disparitions, dénoncées par le SGP, principal syndicat de policiers, pour qui elle est « génératrice d’attentats et une source permanente de confusion pour l’ensemble du corps policier, […] échappant à son contrôle et jetant trop souvent le discrédit sur notre corps par un comportement en marge des lois en vigueur ». Un autre journaliste ancien résistant, Claude Bourdet, multiplie alors les protestations au conseil municipal de Paris.
Peu après, un de ses articles « met en lumière » le leader syndical policier François Rouve, numéro un du SGP et une « figure de la gauche », révoqué par le ministère de l'intérieur à l'automne 1961 pour avoir « dénoncé » dans la presse le massacre du 17 octobre 1961 et protesté contre l’interdiction de la manifestation par le ministre Maurice Papon.

#### Accords d'Évian et attentat de l'OAS
Au cours de ses reportages en Algérie pour L'Humanité, elle opère en tandem avec Charles Fourniau, historien devenu journaliste mais doit s'y rendre à plusieurs reprises clandestinement. Elle décrit les tracts diffusés par le FLN après les accords d'Évian, « expliquant aux Européens qu'ils ont leur place dans l'Algérie nouvelle ». « Ses hébergements éphémères empêchent toute personne de la suivre » car elle a été condamnée à mort par l'Organisation de l'armée secrète (OAS). Mais les 26 et 27 juin 1962, elle s'associe avec le reporter de RTL Jean-Pierre Farkas, qui avait effectué son service militaire en Kabylie de 1958 à 1960 comme infirmier militaire, pour aller à Oran, plus gros bastion de l'OAS, qui a capitulé à Alger, mais continue à y batailler. Leur voiture tombe dans un attentat où elle est sévèrement blessée puis pourchassée par l'OAS pendant 4 jours, sans soins, avant de devoir passer ensuite plusieurs mois à l'hôpital.

#### La guerre du Vietnam pour de nombreux médias
Après sa guérison, elle effectue en février 1965 un reportage dans les maquis du Sud Viêt Nam avec le journaliste australien Wilfred Burchett, diffusé dans la presse française et étrangère, et via le livre Dans les maquis Vietcong. Elle traverse la frontière, après avoir passé trois mois dans les maquis du Sud-Vietnam, avec sur sa poitrine cent lettres d’amour confiées par des combattants pour leurs femmes, en rampant entre les sentinelles ennemies. Elle couvre cette guerre du Viêt Nam pendant huit ans, de 1965 à 1973 dans le maquis du Vietcong sous les bombardements américains. Un succès de librairie salue son livre de récit de cette guerre, publié dès 1965 et traduit dans plusieurs langues, puis évoqué lors de ses invitations à Cinq colonnes à la Une sur l'ORTF.
Sa mémoire visuelle et ses talents de conteuse populaire sont remarqués, comme oratrice d'un des premiers grands meetings à la Mutualité sur le sujet, devant plus de 2 000 personnes, pour dénoncer les premiers bombardements des États-Unis opérés le 7 février 1965 puis le 23 mars 1966 participe avec un millier de marxistes-léninistes et communistes tiers-mondistes à un sit-in Place de l'Opéra, malgré l'opposition du service d'ordre de son parti le PCF.
En août 1969, dans L'Humanité, elle estime que la projection dans sept grandes salles d'exclusivité du film Les Bérets verts, qui glorifie la guerre menée par les États-Unis, au moment où Paris héberge une conférence à quatre destinée à ramener la paix au Viêt Nam, est « une provocation (...) et une insulte aux résistants de notre pays ».
En 1972, lors des bombardements américains sur la ville portuaire de Haïphong, elle est l’une des toutes premières journalistes à se rendre sur place.

#### Livre sur le système hospitalier français

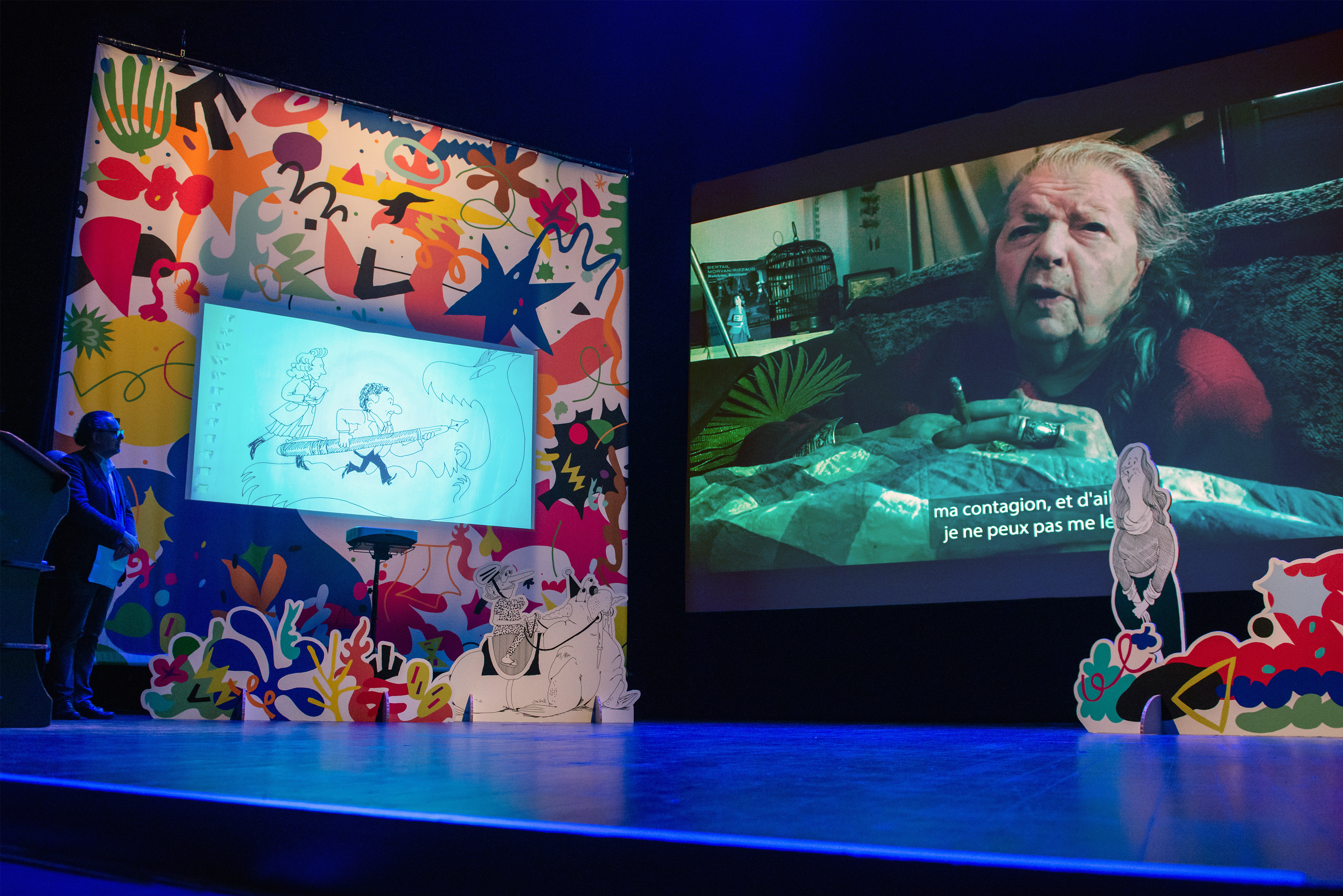
Madeleine Riffaud, cérémonie de remise des prix, Festival d'Angoulême 2022.

À son retour de la guerre du Viêt Nam qui vient de s'achever en 1973, affectée par la maladie puis la mort de sa mère, elle se sent « en dette envers les infirmières, les aides-soignantes, envers ces "femmes de ménage en blanc", les agents hospitaliers hier encore nommées "filles de salle", surexploitées, sous-payées, plus près peut-être des malades que quiconque. Silencieuses ». Elle décide alors de raconter leur quotidien dans Les linges de la nuit, livre-témoignage vendu à plus d'un million d'exemplaires en 1974,. Conseillée par Paul, son ami du réseau de résistance des étudiants en médecine, elle se fait embaucher incognito, sous le nom de « Marthe », comme aide-soignante et travaille sans être reconnue pendant plus d'un mois en chirurgie cardio-vasculaire, puis en réanimation chirurgicale et dans divers hôpitaux, en décrivant sa journée chaque soir dans un journal de bord. « Je voulais leur régler ma dette. », racontera-t-elle. Son but n'est pas d'en tirer un reportage exclusif mais d'être discrètement à l'écoute d'un personnel « épuisé, mal payé, trop peu nombreux », sur qui « reposent des responsabilités énormes », avec la difficulté de « respecter la hiérarchie des tâches », parmi lequel « chacun peut être appelé un jour ou l'autre à intervenir, vite, à la place d'une autre ».
En septembre 2022, après un passage aux urgences à l'hôpital Lariboisière, elle adresse une lettre ouverte au directeur de l'APHP, déplorant notamment « être restée 24 h sur le même brancard, sans rien manger, dans un no man's land » et précisant : « Ma mésaventure, c’est une histoire quotidienne dans l’hôpital en France ».

### Témoignages de 1994 sur la Résistance
Le 13 février 1991, lors d'un colloque au Sénat, l'ex-secrétaire d'État et officier lors de la guerre d'Indochine Jean-Jacques Beucler lance une polémique contre Georges Boudarel, l'un des 2 081 soldats de l'armée française qui ont rallié le Việt Minh. Elle obtient de l'Agence France-Presse un démenti catégorique de l’affirmation selon laquelle elle en aurait fait partie.
Elle ne racontera publiquement son engagement dans la Résistance qu'à partir de 1994, pour les 50 ans de la Libération. Devant son refus jusque-là, Raymond Aubrac le lui demande et elle accepte, pour ne pas laisser tomber dans l'oubli ses « copains » morts dans les luttes qui furent les leurs. Des milliers d'enfants ont reçu sa visite.
Avec une trentaine d'autres anciens du mouvement de résistance Front national, elle soutient en 1999 la démarche de Charlie Hebdo « tendant à mettre fin à toute usurpation, présente et à venir, de l'appellation » par le Rassemblement national. Aux législatives de 2024, elle a soutenu le NFP, se réjouissant d'avoir connu deux Fronts populaires.

## Historiographie
Malgré le succès de ses quatre livres, notamment en 1965 et 1974, Madeleine Riffaud n'a jamais raconté sa vie jusqu'en 1994. Les mémoires de son mari Pierre Daix et de son nouveau compagnon Roger Pannequin, publiées respectivement en 1976 et 1977, avaient déjà apporté un éclairage sur la ferveur de ses engagements de l'après-guerre dans l'anticolonialisme et l'ouvriérisme. Pierre Daix critique plus généralement l'ouvriérisme du PCF dans l'après-guerre en l'associant au jdanovisme et en l'attribuant à Auguste Lecœur, qui est par ailleurs lui aussi la cible, et avec les mêmes arguments, du livre publié l'année suivante par Roger Pannequin. Lorsqu'elle a publié les Carnets de Charles Debarge en mai 1951, Madeleine Riffaud était la compagne de Pannequin dont le supérieur hiérarchique direct était Auguste Lecœur, peu avare de critiques sur les inexactitudes historiques dans ces carnets comme dans l'œuvre de Louis Aragon Les Communistes dont le dernier tome est paru le mois précédent, tandis que Pierre Daix, bras-droit d'Aragon depuis 1950, s'est opposé à l'exposition Au pays des mines organisée en 1951 par Auguste Lecœur.

## Décorations
- Chevalière de la Légion d'honneur, reçue des mains de Raymond Aubrac (avril 2001)
- Officière de l'ordre national du Mérite (2008)[128]
- Croix de guerre 1939–1945, palme de bronze (citation à l'ordre de l'armée), décernée pour ses activités de résistance contre l'occupation nazie (6 août 1945)

## Œuvres

### Essais
- Bleuette et On s'est battu contre la mort, éditions France d'Abord, coll. « Jeunesse Héroïque »[note 1], dessins de Guédel, 1945 ; Bleuette, rééd. 2004, Tirésias.
- Le Courage d'aimer, 1949.
- Les Carnets de Charles Debarge, documents recueillis et commentés par Madeleine Riffaud, préface de Charles Tillon, Éditions sociales, 1951.
- Les Baguettes de jade, Éditeurs français réunis (EFR), 1953.
- Si j'en crois le jasmin, éditions Coaraze, 1958.
- On l'appelait Rainer : 1939-1945, entretien avec Gilles Plazy, Julliard, 1994.

### Reportages
- Ce que j'ai vu à Bizerte, supplément à L'Humanité, no 5265 du 2 août 1961
- Merveille et douleurs : l'Iran, récit publié dans L'Humanité[note 2], 1963
- De votre envoyée spéciale…, EFR, 1964 Avec un portrait de l'auteur par Pablo Picasso.
Prix 1965 de l'Organisation internationale des journalistes.
- Dans les maquis « Vietcong », Julliard, 1965 Réédition commentée par Philippe Devillers et Madeleine Riffaud.
- Au Nord-Vietnam : écrit sous les bombes, Julliard, 1967
- Les Linges de la nuit, Julliard, 1974 Réédité en 2021 chez Michel Lafon.

### Poésie
- Le Poing fermé, 1945, Paris, l'Ancolie, Éditions France-Empire. Avec un frontispice (portrait de Madeleine Riffaud) de Picasso et une préface de Paul Éluard.
- Cheval rouge : anthologie poétique, 1939-1972, EFR, 1973
- La Folie du jasmin : poèmes dans la nuit coloniale, 2001
- Poèmes et photographies dans Apulée, no 3 & 7, édition Zulma.

### Contes
- Le Chat si extraordinaire : contes du Viet-Nam, dessins de Ragataya, Paris, éditions La Farandole, 1958.
- Le Chasseur changé en crabe, éditions La Farandole, 1981.
- La Vie extraordinaire du Père-Noël, éditions La Farandole, 1982.

### Traduction
- Nguyễn Ðinh Thi, Front du ciel (Mãt trãn trên cao), Julliard, 1968, adapté en français et préfacé par Madeleine Riffaud.

### Bandes dessinées
- Madeleine, résistante t. 1 : La Rose dégoupillée, scénario de Madeleine Riffaud et Jean-David Morvan, dessin de Dominique Bertail, collection Aire libre, Dupuis, 2021. Les co-scénaristes reçoivent le prix René-Goscinny[129].
- Madeleine, résistante t. 2 : L'édredon rouge, scénario de Madeleine Riffaud et Jean-David Morvan, dessin de Dominique Bertail, collection Aire libre, Dupuis, 2023.
- Madeleine, résistante t. 3 : Les nouilles à la tomate, scénario de Madeleine Riffaud et Jean-David Morvan, dessin de Dominique Bertail, collection Aire libre, Dupuis, 2024.

## Odonyme

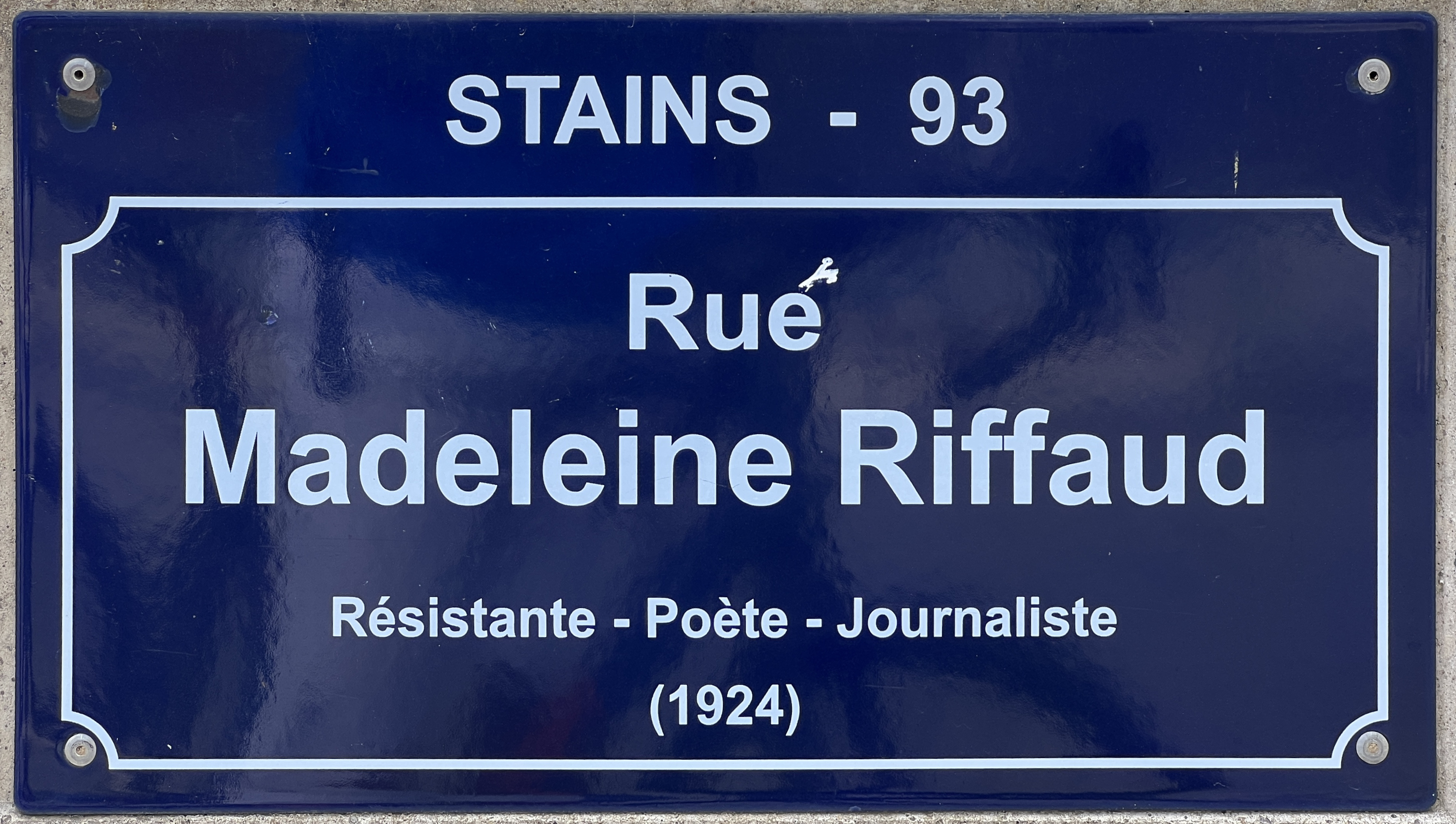
Plaque de la rue à son nom, à Stains.

## Institutions portant son nom
- École primaire Madeleine Riffaud, académie d'Amiens, 3 rue du Petit Bail 60130 Ravenel[130],[15].
- École maternelle Madeleine Riffaud, académie de Créteil, 1 allée du Docteur Calmette, 93260 Les Lilas[131].
- Médiathèque Madeleine Riffaud, 28330 La Bazoche-Gouet[132].

## Autres hommages
- La 64ème promotion des élèves directrices et directeurs d'hôpital, formés à l'EHESP, a choisi le nom de Madeleine Riffaud comme nom de promotion[133].
- En 2025, le rappeur français Femtogo nomme un titre "MME. RIFFAUD" dans son EP FRANCS-TIREURS PARTISANS[134].
- Une place du 19e arrondissement de Paris porte le nom place Madeleine-Riffaud depuis juin 2025.